# Unaspis atricolor
Unaspis atricolor är en insektsart som först beskrevs av Green 1922.  Unaspis atricolor ingår i släktet Unaspis och familjen pansarsköldlöss. Inga underarter finns listade i Catalogue of Life.